# El successor
"El successor" (títol original en anglès "Rightful Heir") és el 23è episodi de la sisena temporada de la sèrie de televisió de ciència-ficció estatunidenca Star Trek: La nova generació, i el 149è de tota la sèrie. Es va emetre originalment el 15 de maig de 1993 en redifusió als Estats Units. El guió fou escrit per Ronald D. Moore i dirigit per Winrich Kolbe.
Ambientada al segle XXIV, la sèrie segueix les aventures de la tripulació de la nau de la Flota Estel·lar de la Federació Enterprise-D sota el comandament del capità Jean-Luc Picard. En aquest episodi, el tinent Worf pateix una crisi de fe que el porta a una trobada amb el messies aparentment ressuscitat de les antigues creences religioses i històriques klíngon, Kahless. Aviat es troba atrapat entre donar suport a la figura religiosa i al líder més secular de l'estructura de poder política convencional klíngon.

## Argument
L'any 2369 data estel·lar 46852.2. El tinent Worf no es presenta al servei, i el tinent comandant Data i el comandant William Riker es preocupen. Riker troba les estances de Worf plenes d'encens i espelmes enceses mentre el seu cap de seguretat seu davant d'un petit foc en un estat de trànsit. Més tard, Worf explica al Capità Picard que intentava reconnectar amb les seves creences espirituals klíngon invocant una visió de Kahless, el guerrer messiànic que va fundar l'Imperi Klíngon. Picard suggereix a Worf que s'immergeixi en la cultura klíngon, concedint-li permís per viatjar al Temple de Boreth.
Després de deu dies de rituals plens de dubtes, Worf s'acosta a una manifestació física de Kahless. Worf porta el futur líder espiritual a l' "Enterprise", però li preocupa que Kahless no recordi quin gust té la warnog (cervesa klíngon) ni com és el Sto-Vo-Kor, l'altra vida klíngon.
El Canceller klíngon Gowron arriba amb una prova per demostrar si Kahless és genuí. Gowron està disgustat amb el retorn del profeta, convençut que és un impostor imposat pels sacerdots per obtenir poder. Gowron sol·licita que la Federació provi genèticament la daga que va portar, tacada amb la sang de Kahless a l'antiguitat. La prova indica una coincidència.
Gowron provoca un duel amb D'k tahg amb Kahless i guanya, deixant a Worf reflexionant sobre com es podria derrotar el "més gran guerrer de tots". Worf s'enfronta a Koroth, Summe Sacerdot del Temple Boreth, que admet que Kahless és un clon de l'original, assenyalant que la llegenda del retorn de Kahless no especificava la manera exacta. Sent que Kahless és necessari per unir la fe del poble. Data aconsella a Worf que durant una crisi pròpia, va fer un salt de fe per assumir que podia evolucionar més enllà de la suma de la seva programació.
Gowron s'indigna quan Worf li diu la veritat i es prepara per executar el clon i els sacerdots. Worf li diu a Gowron que dóna suport a Kahless, explicant que va fer un acte de fe. Suggereix que l'Alt Consell Klíngon nomeni Kahless per al càrrec cerimonial d'Emperador; Tot i ser només un mascaró, podria unir el poble klíngon. Veient la saviesa de la cooperació, Gowron ofereix la seva devoció. Partint cap al món natal klíngon Qo'noS, Kahless observa el comportament problemàtic del "Fill de Mogh" i li assegura que les creences defensades per Kahless van fer dels antics klíngons el que eren; el seu esperit viu dins dels cors de tots els veritables klíngons.

## Repartiment i doblatge al català
La sèrie va ser doblada al català pels estudis Tramontana (primera part) i Soundtrack (segona part) i emesa a TV3 l’any 1991. Els dobladors de l'episodi foren:
| Personatge      | Actor/actriu     | Veu en català      |
| --------------- | ---------------- | ------------------ |
| Jean-Luc Picard | Patrick Stewart  | Joan Crosas        |
| William Riker   | Jonathan Frakes  | Antoni Forteza     |
| Data            | Brent Spiner     | Joaquim Sota       |
| Geordi La Forge | LeVar Burton     | Aleix Estadella    |
| Worf            | Michael Dorn     | Enric Arquimbau    |
| Beverly Crusher | Gates McFadden   | Aurora Garcia      |
| Deanna Troi     | Marina Sirtis    | Alicia Laorden     |
| Kahless         | Kevin Conway     | Santi Lorenz       |
| Koroth          | Alan Oppenheimer | Jordi Vilaseca     |
| Gowron          | Robert O'Reilly  | Francesc Figuerola |
| Divok           | Charles Esten    | Pep Ribas          |
| Torin           | Norman Snow      | Gal Soler          |

## Producció
La història original de James E. Brooks girava principalment al voltant d'una intriga del clergat klíngon. Ronald D. Moore, però, la va ampliar considerablement, posant més èmfasi en la fe i l'espiritualitat. Moore també va ser qui va incorporar Kahless a la història. Va veure això com una oportunitat per redefinir el personatge i corregir la imatge que s'havia pintat d'ell a "La cortina salvatge". Per a la seva reinterpretació de Kahless, Moore va utilitzar principalment declaracions fetes sobre ell al doble episodi "Drets de naixement".

## Emissió i llançaments
"El successor" es va estrenar originalment en redifusió d'emissió el 15 de maig de 1993. Va rebre índexs d'audiència Nielsen del 10,6%, cosa que el va situar en tercer lloc en la seva franja horària. Això va ser part d'una breu disminució de les audiències cap al final de la temporada; "Sospites", l'episodi emès anteriorment, va rebre índexs d'audiència de l'11,3%. L'episodi emès després d' "Hereu legítim", "Una altra oportunitat", va rebre una qualificació del 9,7%.
L'episodi es va publicar com a part de la caixa de la sisena temporada de "Star Trek: La nova generació" DVD als Estats Units el 3 de desembre de 2002.  Una versió remasteritzada en HD es va publicar en disc òptic Blu-ray el 24 de juny de 2014.
El 3 de novembre de 1999, aquest episodi i "Una altra oportunitat" es van publicar junts en LaserDisc als Estats Units per 34,98 USD. Els episodis estaven en un sol disc òptic de doble cara de 12" amb una banda sonora Dolby Surround.

## Recepció
El 2011, The A.V. Club va qualificar aquest episodi amb una "A", elogiant Kahless (interpretat per Kevin Conway), Worf i l'exploració de la cultura klíngon.
Keith DeCandido el va qualificar a "tor.com" el 2012 com un dels millors episodis de "Star Trek: La nova generació", que aconsegueix explorar molt bé el tema de la religió a la franquícia Star Trek. L'episodi també ofereix una intriga política emocionant i un desenvolupament posterior de Worf. DeCandido també va elogiar l'actuació dels actors principals i convidats.
Al llibre Star Trek FAQ 2.0 (Unofficial and Unauthorized): Everything Left to Know About the Next Generation, the Movies and Beyond (2013) van dir que Conway va oferir un Kahless "just i inspirador" i que va ser una de les millors actuacions de Dorn com a Worf.
El 2017, Io9 va destacar "El successor" per ser una de les aventures més "estranyes" de TNG, amb Worf ajudant a instal·lar un clon de Kahless com a Emperador dels Klingons.